# The Hunter (Dokken)
The Hunter è una canzone del gruppo musicale statunitense Dokken, estratta come primo singolo dal loro terzo album Under Lock and Key nel 1985. Ha raggiunto la posizione numero 25 della Mainstream Rock Songs negli Stati Uniti.

## Tracce
7" Single A|B Elektra P-2035
1. The Hunter – 4:07
2. Til the Livin' End – 3:59

## Classifiche
| Classifica (1985)             | Posizione massima |
| ----------------------------- | ----------------- |
| Stati Uniti (mainstream rock) | 25                |